# Atletica leggera ai Giochi della XIX Olimpiade - 800 metri piani femminili

Video della Finale

Gli 800 metri piani hanno fatto parte del programma femminile di atletica leggera ai Giochi della XIX Olimpiade. La competizione si è svolta nei giorni 17-19 ottobre 1968 allo Stadio Olimpico Universitario di Città del Messico.

## L'eccellenza mondiale
| Campionessa olimpica 1964 | 2'01"1      | Ann Packer       | Rit. 1964 |
| Campionessa europea 1966  | 2'02"8      | Vera Nikolić     | Presente  |
| Primatista mondiale       | 2'00"5 1968 | Vera Nikolić     | Presente  |
| Vincitrice dei Trials USA | 2'03"0      | Madeline Manning | Presente  |

## La gara
Vera Nikolic, la primatista mondiale in carica, vince agevolmente la propria batteria, ma il giorno dopo è costretta a ritirarsi per un infortunio.

La prima semifinale è a sette: vince l'americana di colore Madeline Manning (2'05"8) di un decimo su Ileana Silai. Nella seconda prevale l'olandese Maria Gommers (2'05"1). La finale è aperta.

La Silai parte più veloce di tutte, coprendo i primi 200 metri in 28"6; subito dietro c'è la Manning. Poco dopo la campanella l'americana passa al comando. Ai 600 metri il tempo è 1'30"1, la Silai è sempre lì, con Taylor e Brown immediatamente dopo. La Manning lancia la volata e nessuna riesce più a prenderla. Rinviene la Gommers che attacca il secondo posto, ma la Silai la precede di un decimo.
La Manning vince con un distacco di 10 metri, segnando anche il nuovo record olimpico ed il record nazionale.
Il tempo della vincitrice è anche la terza prestazione mondiale di tutti i tempi. La Manning è l'unica atleta degli USA ad aver vinto l'oro olimpico negli 800 metri nel XX secolo.

## Risultati

### Turni eliminatori
| 4 Batterie   | 17 ottobre | 24 iscritte   | Si qualificano le prime 4. |
| 2 Semifinali | 18 ottobre | 8 + 8         | Si qualificano le prime 4. |
| Finale       | 19 ottobre | 8 concorrenti |                            |

### Batterie
| Pos. | Atleta            | Nazione          | Tempo ufficiale | Tempo elettrico | Nota |
| ---- | ----------------- | ---------------- | --------------- | --------------- | ---- |
| 1    | Vera Nikolić      | Jugoslavia       | 2'05"7          | 2'05"78         | Q    |
| 2    | Laine Erik        | Unione Sovietica | 2'06"5          | 2'06"52         | Q    |
| 3    | Paola Pigni       | Italia           | 2'06"7          | 2'06"72         | Q    |
| 4    | Karin Krebs       | Germania Est     | 2'07"1          | 2'07"13         | Q    |
| 5    | Francie Kraker    | Stati Uniti      | 2'07"3          | 2'07"34         |      |
| 6    | Elizabeth Chesire | Kenya            | 2'10"9          | 2'10"92         |      |

| Pos. | Atleta         | Nazione          | Tempo ufficiale | Tempo elettrico | Nota |
| ---- | -------------- | ---------------- | --------------- | --------------- | ---- |
| 1    | Mia Gommers    | Paesi Bassi      | 2'04"0          | 2'04"06         | Q    |
| 2    | Ileana Silai   | Romania          | 2'04"1          | 2'04"11         | Q    |
| 3    | Sheila Taylor  | Gran Bretagna    | 2'04"1          | 2'04"17         | Q    |
| 4    | Anna Zimina    | Unione Sovietica | 2'04"4          | 2'04"48         | Q    |
| 5    | Barbara Wieck  | Germania Est     | 2'08"5          | 2'08"18         |      |
| 6    | Channa Shezifi | Israele          | 2'09"2          | 2'09"23         |      |

| Pos. | Atleta                            | Nazione       | Tempo ufficiale | Tempo elettrico | Nota |
| ---- | --------------------------------- | ------------- | --------------- | --------------- | ---- |
| 1    | Maryvonne Dupureur                | Francia       | 2'09"5          | 2'09"55         | Q    |
| 2    | Doris Brown                       | Stati Uniti   | 2'09"5          | 2'09"54         | Q    |
| 3    | Pat Lowe-Cropper                  | Gran Bretagna | 2'09"5          | 2'09"57         | Q    |
| 4    | Sylvia Potts                      | Nuova Zelanda | 2'09"6          | 2'09"63         | Q    |
| 5    | Eeva Haimi                        | Finlandia     | 2'09"6          | 2'09"67         |      |
| 6    | Tilly van der Made-van der Zwaard | Paesi Bassi   | 2'10"5          | 2'10"59         |      |

| Pos. | Atleta               | Nazione        | Tempo ufficiale | Tempo elettrico | Nota |
| ---- | -------------------- | -------------- | --------------- | --------------- | ---- |
| 1    | Madeline Manning     | Stati Uniti    | 2'08"7          | 2'08"74         | Q    |
| 2    | Abby Hoffman         | Canada         | 2'08"9          | 2'08"94         | Q    |
| 3    | Jaroslava Jehličková | Cecoslovacchia | 2'08"9          | 2'08"96         | Q    |
| 4    | Ilja Keizer-Laman    | Paesi Bassi    | 2'08"9          | 2'08"96         | Q    |
| 5    | Annelise Damm Olesen | Danimarca      | 2'09"0          | 2'09"01         |      |
| 6    | Joan Page-Allison    | Gran Bretagna  | 2'10"2          | 2'10"21         |      |

### Semifinali
| Pos. | Atleta            | Nazione          | Tempo ufficiale | Tempo elettrico | Nota |
| ---- | ----------------- | ---------------- | --------------- | --------------- | ---- |
| 1    | Madeline Manning  | Stati Uniti      | 2'05"8          | 2'05"82         | Q    |
| 2    | Ileana Silai      | Romania          | 2'05"9          | 2'05"94         | Q    |
| 3    | Pat Lowe-Cropper  | Gran Bretagna    | 2'06"6          | 2'06"62         | Q    |
| 4    | Abby Hoffman      | Canada           | 2'07"0          | 2'07"03         | Q    |
| 5    | Karin Krebs       | Germania Est     | 2'08"4          | 2'08"41         |      |
| 6    | Anna Zimina       | Unione Sovietica | 2'08"5          | 2'08"54         |      |
| 7    | Ilja Keizer-Laman | Paesi Bassi      | 2'14"8          | 2'14"88         |      |
| -    | Vera Nikolić      | Jugoslavia       |                 |                 | Rit. |

| Pos. | Atleta               | Nazione          | Tempo ufficiale | Tempo elettrico | Nota |
| ---- | -------------------- | ---------------- | --------------- | --------------- | ---- |
| 1    | Mia Gommers          | Paesi Bassi      | 2'05"1          | 2'05"13         | Q    |
| 2    | Doris Brown          | Stati Uniti      | 2'05"2          | 2'05"23         | Q    |
| 3    | Sheila Taylor        | Gran Bretagna    | 2'05"2          | 2'05"29         | Q    |
| 4    | Maryvonne Dupureur   | Francia          | 2'05"5          | 2'05"58         | Q    |
| 5    | Laine Erik           | Unione Sovietica | 2'06"0          | 2'06"09         |      |
| 6    | Sylvia Potts         | Nuova Zelanda    | 2'07"2          | 2'07"27         |      |
| 7    | Paola Pigni          | Italia           | 2'07"8          | 2'07"82         |      |
| 8    | Jaroslava Jehličková | Cecoslovacchia   | 2'13"5          | 2'13"59         |      |

### Finale
| Pos.    | Atleta             | Nazione       | Tempo ufficiale | Tempo elettrico | Nota            |
| ------- | ------------------ | ------------- | --------------- | --------------- | --------------- |
| Oro     | Madeline Manning   | Stati Uniti   | 2'00"9          | 2'00"92         | Record olimpico |
| Argento | Ileana Silai       | Romania       | 2'02"5          | 2'02"58         |                 |
| Bronzo  | Mia Gommers        | Paesi Bassi   | 2'02"6          | 2'02"63         |                 |
| 4       | Sheila Taylor      | Gran Bretagna | 2'03"8          | 2'03"81         |                 |
| 5       | Doris Brown        | Stati Uniti   | 2'03"9          | 2'03"98         |                 |
| 6       | Pat Lowe-Cropper   | Gran Bretagna | 2'04"2          | 2'04"25         |                 |
| 7       | Abby Hoffman       | Canada        | 2'06"8          | 2'06"99         |                 |
| 8       | Maryvonne Dupureur | Francia       | 2'08"2          | 2'08"28         |                 |